# Máel Ísu, 1. Earl of Strathearn
Máel Ísu (lat. Mallus, engl. Malise, * vor 1100; † nach 14. Juni 1141) war ein schottischer Adeliger und der erste historisch nachweisbare Mormaer oder Earl von Strathearn.

## Leben
Über die nordschottischen Earldoms ist aus dem 12. Jahrhundert nur wenig bekannt. Wahrscheinlich entstand das Earldom Strathearn erst zu Beginn der Herrschaft von König David I. um 1124. Die Herkunft von Máel Ísu ist ungeklärt. Während David I. bereits die lateinische Kirche förderte, gehörte Máel Ísu noch der traditionellen iroschottischen Kirche an. Dennoch bezeugte er um 1124 die Stiftung von Scone Priory und 1128 die von Dunfermline Abbey durch den König. Bei der Stiftung der Kathedrale von Glasgow am 11. Juli 1136 war er neben drei Clanchiefs aus Galloway einer der wichtigsten Zeugen. Während der Standartenschlacht am 22. August 1138 führte er das Aufgebot aus Strathearn. Am 14. Juni 1141 bezeugte er eine Urkunde von König David I. in Perth.
Nach diesem Datum sind keine weiteren historischen Spuren von ihm zu finden. Eine Ehe oder direkte Nachfahren sind nicht belegbar, sein Nachfolger Ferchard war aber mit hoher Wahrscheinlichkeit sein Sohn.